# Dorotheos (Jurist)
Dorotheos (altgriechisch Δωρόθεος, latinisiert Dorotheus) war ein spätantiker römisch-griechischer Beamter und Jurist, der zur Zeit des Kaisers Justinian I. lebte und vor 542 gestorben ist. Er war einer der Professoren (sogenannte antecessores) für römisches Recht an der Rechtsschule von Beirut (neben dem Kollegen Anatolios) und einer der Kompilatoren der Digesten. Tatsächlich war er, bis auf die erste Version des Codex Iustinianus, an jedem einzelnen Werk des fünfteiligen Corpus iuris civilis beteiligt.
Dorotheos hatte als quaestor sacri palatii einen hohen Beamtenstatus inne. Außerdem trug er den ehrenwerten senatorischen Rangtitel des vir illustris. Als Spitzenbeamter war er in Konstantinopel tätig, den Ehrentitel trug er für seine Tätigkeit als Professor an der Rechtsschule von Beirut. Die Rechtsschule wurde am 16. Juli 551 durch ein Erdbeben nahezu vollständig zerstört.

## Leben und Wirken
Die Ausübung öffentlicher Ämter war Voraussetzung für die höhere Beamtenlaufbahn. Die mit der Erstellung der Institutiones Iustiniani betrauten Juristen Tribonianus, Theophilos und Dorotheos hatten das Amt des quaestor sacri palatii allesamt durchlaufen. Tribonianus hatte es zur Zeit der Arbeiten am justinianischen Werk sogar noch inne. Justinian wollte den Digesten, die als Fortgeschrittenenlehrbuch konzipiert waren, mit den Institutionen ein Anfängerlehrbuch nach dem Vorbild der gaianischen Institutionen voranstellen. Den Auftrag dazu erteilte er Anfang 533, Ende des Jahres war das Werk unter dem Namen Elementa (Constitutio Imperatoriam maiestatem) fertiggestellt und konnte in Kraft treten. Die Kompilatoren entnahmen der zu verarbeitenden ursprünglichen Rechtsmasse nur Bruchteile, denn sie ließen unzeitgemäße und überholte Rechtsanschauungen weg. Zur Klarstellung der Herkunft des Materials wurden Quellen- und Querverweise gesetzt.
Dorotheos und seine Kollegen fertigten auch Kommentarliteratur zu den kompilierten klassischen Rechtstexten an. Zwar bestand ein kaiserliches Kommentierungsverbot, denn die Autorität des Kaisers sollte nicht untergraben werden, immer wieder aber ergingen Regelverstöße. 
Ein grundlegendes Problem bestand darin, dass der Corpus iuris auf Latein veröffentlicht war, die Mehrzahl der oströmischen Juristen (sowohl Studenten als auch Praktiker) des Lateins aber nicht mehr mächtig waren und ausschließlich in Griechisch korrespondierten. Somit bestand Übersetzungsbedarf. Wörtliche Übersetzungen (κατὰ πόδας kata poda) ließ Justinian zu. Neben den zwei anderen Ausnahmen (der Verweisung auf Parallelstellen (παϱατιτλα) und das Erstellen kurzer Inhaltsübersichten, den sogenannten Index (ϊνδιξ)) war nur die mündliche Interpretation im Rahmen der Vorlesungen zulässig. 
Die Vorlesungen folgten einem strengen Aufbau, der von Justinian in seiner Constitutio omnem vorgeschrieben wurde. Diesem zufolge wurde zunächst der Index verlesen, dann folgte die Lektüre des lateinischen Originaltexts und dann wurden sprachliche und/oder inhaltliche Schwierigkeiten erörtert. Diese Erörterungen resultierten in den Scholien, deren Untersuchung und Zuschreibung zu einzelnen Autoren einen großen Teil der wissenschaftlichen Forschung in diesem Bereich ausmacht. Jedenfalls zu Unterrichtszwecken fertigten die Rechtslehrer eigene Kommentare, die sich unterschiedlich nah am exakten Wortlaut orientierten. In den Vorlesungen wurden sie sodann diktiert. Aufgrund der Tatsache, dass jeder der Rechtslehrer alle drei Werke des Kaisers (Institutiones, Digesten und Codex) unterrichtete, ist es wahrscheinlich, dass sie neben ihren eigenen Übersetzungen zu den lateinischen Originaltexten auch eigene Kommentare zu jedem Bereich anfertigten. Dieser Punkt ist aber umstritten.